# استقبال (فیلم ۲۰۰۷)
«استقبال» (انگلیسی: Welcome)، فیلم کمدی هندی است که در سال ۲۰۰۷ منتشر شد و کارگردانی آن را آنیس بازمی بر عهده داشت. از بازیگران آن می‌توان به آکشی کومار، کاترینا کایف، آنیل کاپور، مالیکا شراوات، و فیروز خان اشاره کرد. این فیلم آخرین نقش آفرینی فیروز خان در سینما بود که در سال ۲۰۰۹ درگذشت.
در سال ۲۰۱۵ دنباله این فیلم با نام خوش برگشتید ساخته شد.

## موضوع فیلم
مردی که توسط دایی و زن داییش بزرگ شده و اونا دنبال یه عروس از یه خانواده ی ابرومند هستند ولی ناخواسته وارد ازدواج با خواهر بزرگترین مافیای شهر میشوند